# Mike Yastrzemski
Michael Andrew Yastrzemski (nacido el 23 de agosto de 1990) es un jardinero de béisbol profesional estadounidense de los Gigantes de San Francisco de la Major League Baseball (MLB). Yastrzemski jugó béisbol universitario para los Vanderbilt Commodores. Los Orioles de Baltimore lo seleccionaron en la ronda 14 del draft de la MLB de 2013. Hizo su debut en la MLB con los Giants en el 2019. Es nieto del ganador del Salón de la Fama y la Triple Corona Carl Yastrzemski.

## Primeros años y carrera amateur
Yastrzemski asistió a la escuela preparatoria St. John's en Danvers, Massachusetts. Jugó para el equipo de béisbol de la escuela y fue nombrado capitán del equipo en su último año. Se comprometió a asistir a la Universidad de Vanderbilt con una beca universitaria de béisbol. Visto como una posible selección inicial en el draft de la Major League Baseball (MLB) de 2009, Yastrzemski indicó que asistirá a la universidad a menos que sea elegido en la primera ronda. Los Medias Rojas de Boston lo seleccionaron en la ronda 36 (1,098º en total) del Draft de la MLB 2009. Yastrzemski no firmó con los Medias Rojas y, en cambio, se inscribió en Vanderbilt para jugar en el equipo de béisbol Vanderbilt Commodores.
Yastrzemski se convirtió en titular de los Commodores a mediados de su primer año. En 2010 y 2011, jugó béisbol universitario de verano con los Cotuit Kettleers de la Cape Cod Baseball League. Después de su tercer año, los Marineros de Seattle lo seleccionaron en la ronda 30 (911º en total) del draft de la MLB de 2012. Los Marineros le ofrecieron a Yastrzemski un bono por firmar de $300.000, muy por encima del bono sugerido para un jugador elegido en esa ronda. Yastrzemski decidió no firmar y regresó a Vanderbilt para su último año. En su último año, Yastrzemski fue nombrado para la Southeastern Conference. Los Orioles de Baltimore seleccionaron a Yastrzemski en la decimocuarta ronda (429º en total) del draft de la MLB de 2013, y firmó.

## Carrera profesional
Luego de firmar con los Orioles, Yastrzemski comenzó su carrera profesional con los Aberdeen IronBirds de la Clase A de temporada corta New York – Penn League (NY-P), donde tuvo un promedio de bateo de .273, tres jonrones y 25 carreras impulsadas. Apareció en el juego de estrellas de la NY-P.
Yastrzemski comenzó la temporada de 2014 con los Delmarva Shorebirds de la Clase A de South Atlantic League (SAL), donde lideró la liga con 10 triples y bateó .306 / .365 / .554 (5.º en la liga) con 10 jonrones y 44 impulsadas. Apareció en el juego de estrellas de la SAL. Después del juego de estrellas, fue ascendido a los Frederick Keys de la Clase A-avanzada de Carolina League, donde bateó .312 en 93 turnos al bate. Luego fue ascendido nuevamente, al Bowie Baysox de la Clase AA de Eastern League. Entre Frederick y Bowie, Yastrzemski en total bateó .288 con 14 jonrones, 18 bases robadas en 24 intentos y 18 triples, lo que lideró a todo el béisbol de ligas menores. Él fue parte de la organización All Star de los Orioles de ligas menores.
Yastrzemski pasó la temporada 2015 con Bowie, donde bateó .246 con seis jonrones y 59 carreras impulsadas. Fue un All Star de la Liga del Este de 2015. Pasó el 2016 con Bowie y las Norfolk Tides de la Liga Internacional Clase AAA, donde alcanzó una estadística combinada de un promedio de bateo de .234, con 13 jonrones, y 59 impulsadas.

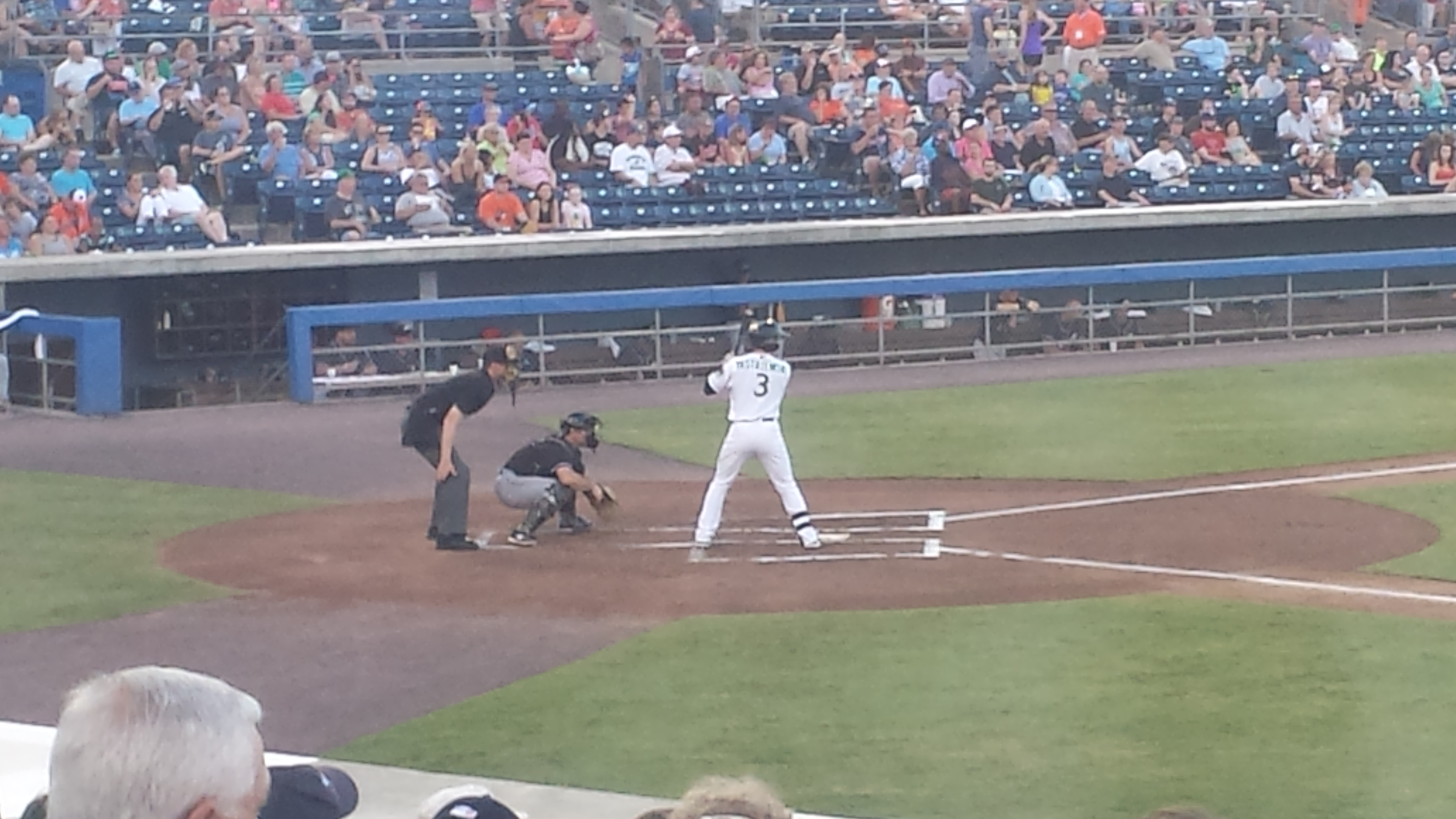
Mike Yastrezmski en su primer turno al bate durante un juego en Harbor Park con los Norfolk Tides en 2016.

Yastrzemski se sometió a una cirugía después de la temporada de 2016 y no estaba sano para el comienzo de la temporada de 2017. Durante la temporada de 2017, estuvo con los Tides en 81 partidos entre mayo y septiembre, excepto durante varias semanas en junio y julio cuando jugó 20 partidos con los Baysox. Regresó a Norfolk en 2018. Él fue parte de la organización All Star de los Orioles de ligas menores.
Los Orioles invitaron a Yastrzemski a los entrenamientos de primavera como jugador fuera de la lista en 2019. El 22 de marzo de 2019, los Orioles cambiaron a Yastrzemski a los Gigantes de San Francisco a cambio del lanzador de ligas menores Tyler Herb. Fue asignado a los Sacramento River Cats de la Clase AAA de la Liga de la Costa del Pacífico para comenzar la temporada 2019, para quienes bateó .316/.414/ .676 con 38 carreras, 12 jonrones y 25 carreras impulsadas en 136 turnos al bate.

### Gigantes de San Francisco
Los Giants promovieron a Yastrzemski a las Grandes Ligas el 25 de mayo de 2019, e hizo su debut el mismo día, con un 0 de 3 con una carrera anotada en la derrota por 10-4 ante los Diamondbacks de Arizona. Consiguió el primer hit de su carrera, uno solo, al día siguiente, pero fue eliminado al regresar a la primera base y se fue de 3 de 4 con una carrera anotada en la derrota de los Gigantes por 6 a 2. Yastrzemski conectó el primer jonrón de su carrera contra su ex organización, los Orioles de Baltimore, frente a Andrew Cashner el 31 de mayo. El 16 de agosto, conectó tres jonrones contra los Diamondbacks de Arizona en Chase Field, incluido el jonrón ganador del juego en la parte superior de la 11.ª entrada. El 17 de septiembre, conectó su vigésimo jonrón, un solo disparo a las gradas del jardín central, en su primer juego en Fenway Park, donde su abuelo jugó toda su carrera de 23 años en la MLB. Los Gigantes ganaron 7-6. Para la temporada de 2019, Yastrzemski jugó en 107 juegos mientras bateaba .272/.334/.518 con 21 jonrones, 55 carreras impulsadas y 64 carreras anotadas en 371 turnos al bate. Sus 21 jonrones empataron a Kevin Pillar con la mayor cantidad en el equipo. Fue el primer novato desde Dave Kingman en 1972 en conectar más de 20 jonrones para los Giants.
El 9 de septiembre de 2020, conectó su jonrón número 30 en su juego 151, uniéndose a Bobby Thomson y Dave Kingman como los únicos otros Gigantes en conectar 30 jonrones tan rápido en sus carreras. Terminó la temporada bateando .297 / .400 / .568 con 10 jonrones y liderando al equipo en carreras impulsadas con 35. Yastrzemski recibió todos los honores del segundo equipo de MLB por su desempeño durante la temporada.

## Vida personal
Yastrzemski creció en Andover, Massachusetts. Su padre, Carl Jr. (que se hacía llamar Mike), jugó béisbol universitario para el equipo de béisbol Florida State Seminoles y jugó profesionalmente en las ligas menores de 1984 a 1988. Su padre y su madre, Anne-Marie, se divorciaron cuando él tenía seis años. Carl Jr. murió a la edad de 43 años de un coágulo de sangre después de someterse a una cirugía de cadera. Su abuelo, Carl Yastrzemski, es miembro del Salón de la Fama del Béisbol y comenzó a enseñar al joven Mike a batear durante el primer año de la escuela secundaria de su nieto.
Yastrzemski se casó con su esposa, Paige (Cahill) Yastrzemski, en noviembre de 2018.